# امیرعباس هویدا
امیرعبّاس هویدا (۲۸ بهمن ۱۲۹۷ – ۱۸ فروردین ۱۳۵۸) سیاستمدار ایرانی بود که از ۱۳۴۳ تا ۱۳۵۶ به‌عنوان سی و هفتمین نخست‌وزیر ایران خدمت کرد. نخست‌وزیری ۱۲ سال و شش‌ماههٔ او، طولانی‌ترین نخست‌وزیری در تاریخ ایران است. همچنین، کابینه او پر وزیرترین کابینه در طول تاریخ مشروطیت (قبل از انقلاب) بود.
هویدا فرزند حبیب‌الله عین‌الملک، سفیر ایران در لبنان و عربستان سعودی بود و برای همین، کودکی و نوجوانیش در لبنان سپری شد. او پس از تحصیل در مدرسهٔ فرانسوی بیروت، برای ادامه تحصیل به اروپا رفت و پس از گرفتن مدرک در رشتهٔ علوم سیاسی از دانشگاه آزاد بروکسل، به ایران بازگشت. چند ماه پس‌از بازگشت به ایران وارد دانشکده افسری شد و هشت ماه بعد، ۱۳۲۲، درخواستش برای کار در وزارت خارجه پذیرفته‌شد. هویدا مرداد ۱۳۲۴ به‌عنوان وابستهٔ سفارت راهی فرانسه و چندی بعد آلمان شد. سالِ ۱۳۲۹ به ایران بازگشت و، در دورهٔ وزارت عبدالله انتظام، منشی وزیر خارجه شد. او چند ماه بعد به خدمت کمیساریای عالی پناهندگان سازمان ملل متحد درآمد و پنج سال در این سازمان کار کرد. ۱۳۳۵، او در سفارت ایران در ترکیه مشغول به کار شد و مدتی پس‌از انتصاب سرلشکر حسن ارفع به سفارت ایران در ترکیه، به تهران منتقل شد.
هویدا پس از انتقال به تهران، در شرکت ملی نفت مشغول به کار شد و مراتب ترقی را به‌سرعت طی کرد و ۱۳۳۷، عضو هیئت‌مدیره این شرکت شد. ۱۳۴۲، او وزیر دارایی شد و پس از آنکه نخست‌وزیر وقت، حسن‌علی منصور، از سوی فداییان اسلام ترور شد، هویدا از سوی شاه، مسئول تشکیل کابینه شد و به نخست‌وزیری رسید. او نزدیک به ۱۳ سال در این جایگاه ماند، تااین‌که مرداد ۱۳۵۶، برکنار و وزیر دربار شد. با بالا گرفتن تظاهرات علیه حکومت پهلوی، غلامرضا ازهاری در تلاش برای آرام‌کردن اوضاع، دستور به بازداشت هویدا داد.
به‌دنبال انقلاب ۱۳۵۷، هویدا خود را به انقلابیون تسلیم کرد و در دادگاه‌های اسلامی حاضر شد. اتهامات او، «افساد فی الارض» و «محاربه با خدا» بود و از سوی صادق خلخالی به اعدام محکوم شد. اما سرانجام‌در جلسه دوم دادرسی در ۱۸ فروردین ۱۳۵۸ درمیانه محاکمه (زمان تنفس)، از سوی یک روحانی — صادق خلخالی یا به احتمال خیلی زیاد هادی غفاری — به ضرب ۴ گلوله (۲ عدد در شقیقه سمت چپ و ۲ عدد در جناق سینه) کشته شد. جسد هویدا سه ماه در سردخانه نگهداری و سپس (با نام "عباس وحداد" در قطعه ۸۲ بهشت زهرا دفن شد) بصورت گمنام به خاک سپرده‌شد.

## سرگذشت

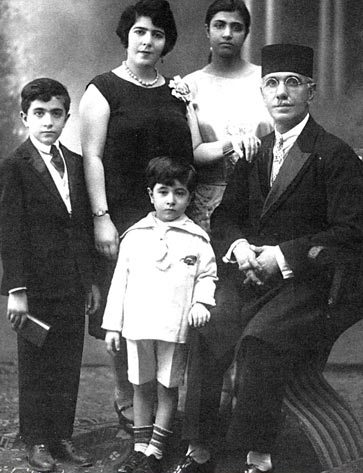
هویدای جوان (چپ) به همراه خانواده در بیروت (۱۹۲۹)

امیرعباس هویدا در ۲۸ بهمن ۱۲۹۷ هجری شمسی در تهران زاده شد. پدرش حبیب‌الله عین‌الملک نام داشت؛ او مردی از طبقه متوسط با زمینهٔ بهائی بود، هر چند مدارک کمی دربارهٔ اعتقاد شخص حبیب‌الله به بهائیت در بزرگسالی وجود دارد و مدارک باقی‌مانده نشان نمی‌دهد که او فرزندان خود را به‌عنوان بهائی بار آورده باشد. حبیب‌الله معلم فرزندان سردار اسعد بختیاری بود و احمدشاه مطابق پیشنهاد سردار اسعد، به او لقب عین‌الملک بخشید. زمانی که در عهد رضاشاه داشتن نام خانوادگی اجباری شد، عین‌الملک نام خانوادگی هویدا را برای خود برگزید. مادر امیرعباس هویدا، افسرالملوک سرداری (دختر افسرالسّلطنه و سلیمان‌خان ادیب‌السّلطنه و نوهٔ عزت‌الدوله، خواهر تنی ناصرالدین‌شاه) بود.
تا زمان تولد هویدا، پدرش به یک دیپلمات میان‌رده در وزارت امور خارجهٔ ایران تبدیل شده بود. هویدا تنها ۲ سال داشت که پدرش از سوی وزارت خارجه به دمشق منتقل شد. در نتیجه، امیرعباس مدت زیادی از کودکی خود را در خارج از کشور و در دمشق، بیروت، پاریس، لندن و بروکسل سپری کرد که تأثیر زیادی بر شخصیت او گذاشت. هویدا در خاطرات جوانی خود دربارهٔ این دوره می‌نویسد که باعث شد تصمیم بگیرد که دیگر هرگز ایران را ترک نکند و رنج غربت را به جان نخرد. سپری کردن سال‌های کودکی و نوجوانی در خارج از ایران همچنین سبب شد هویدا فرانسه را به‌عنوان زبان اول صحبت کند. در نتیجه، هر چند مادرش تأکید زیادی به آموزش فارسی به فرزندان خود داشت، اما هویدا در آغاز بزرگسالی فارسی را با لهجهٔ فرانسوی حرف می‌زد. او عربی را نیز در همین زمان فرا گرفت.
زمانی که فریدون، برادر کوچک هویدا و فرزند دوم خانواده، زاده شد، امیرعباس چهارساله بود. هر دو کودک نزدیکی بیشتری با مادر خود داشتند. پدرشان اغلب در سفر بود و در نتیجه، وظیفهٔ تربیت فرزندان به افسر الملوک واگذار شده بود. هویدا این رابطهٔ نزدیک را تا زمان مرگ مادرش حفظ کرد. او پدر خود را در ۱۷سالگی از دست داد. هویدا زمانی که در مدرسهٔ فرانسوی بیروت مشغول تحصیل بود، زمان زیادی را صرف مطالعهٔ آثار ادبی کلاسیک فرانسه کرد. او همچنین در این زمان به مارکسیسم علاقه‌مند شد و در سال‌های آتی عمر خود با مارکسیست‌های معروف ایرانی مثل احسان طبری و ایرج اسکندری دوستی نزدیکی داشت. این مسائل سبب شد هویدا به چپ‌گرا بودن معروف شود و به همین جهت محافظه‌کاران ایران به او اعتماد نداشتند. البته، چپ‌ها نیز هیچ‌گاه او را یکی از خودشان ندانستند.
هویدا در نوجوانی عمیقاً به مائده‌های زمینی اثر آندره ژید علاقه‌مند بود. او زمانی که در سپتامبر ۱۹۳۸ وارد پاریس شد، یک نسخه از این کتاب را با خود به همراه داشت. البته دیری نپایید که مجبور شد در اثر منازعه‌ای دیپلماتیک میان دولت رضاشاه و فرانسه، پاریسِ محبوب خود را ترک کند. هویدا مدتی را در لندن سپری کرد و در این زمان انگلیسی را نیز فرا گرفت. سپس راهی بروکسل شد. او ۳ سال در دانشگاه آزاد بروکسل دانشجو بود و با مدرک کارشناسی در رشتهٔ علوم سیاسی دانش‌آموخته شد. نمرات هویدا هم در دبیرستان و هم در دانشگاه متوسط بودند.
امیرعباس هویدا در ۱۳۲۱ به تهران بازگشت. ایران در این زمان در اشغال نیروهای شوروی و بریتانیا بود. او مدت کوتاهی بعد از بازگشت به کشورش، توسط وزارت امور خارجه استخدام شد. وی همچنین به‌عنوان افسر وظیفه وارد ارتش شد. هویدا با نسل جدید نویسندگان و فلاسفهٔ فرانسوی آشنایی داشت و همین باعث شد به معروف‌ترین محافل روشن‌فکری تهران وارد شود. این موضوع زمینه‌ساز آشنایی او با صادق هدایت و صادق چوبک شد. هویدا و هدایت تا زمان خودکشی صادق هدایت دوستان نزدیک یکدیگر بودند. او همچنین تا پایان عمر خود به‌صورت جسته‌وگریخته با چوبک در مکاتبه بود.
هویدا از با دو تن از پسران زین‌العابدین رهنما دوستی نزدیکی داشت. مطابق پیشنهاد رهنما، او را در سال ۱۳۲۳ به عنوان کارمندٔ سفارت ایران در پاریس انتخاب کردند. این اولین منصب دیپلماتیک هویدا بود و درگیر شدن سفارت ایران در یک رسوایی باعث شد تقریباً آخرین هم باشد. در خرداد ۱۳۲۴ واقعهٔ سفارت پاریس اتفاق افتاد؛ طی جنگ جهانی دوم، بسیاری از فرانسویان دارایی‌های خود را به سوئیس منتقل کرده بودند و پایان جنگ، قصد داشتند آن‌ها را به فرانسه بازگردانند اما نیاز بود تعرفهٔ گمرکی پرداخت کنند. گروهی از افراد، شامل دیپلمات‌ها، از این تعرفه معاف بودند. در نتیجه، برخی از آنان از کشورهای گوناگون از جمله ایران، حاضر شدند دارایی‌ها را به‌صورت قاچاق وارد کشور کنند. یک روزنامهٔ چپ‌گرای فرانسوی نام هویدا را میان این افراد ذکر و نشریهٔ خواندنیها در ایران نیز آن تکرار کرد. با این حال، هر چند اسناد وزارت خارجهٔ فرانسه تردیدی باقی نمی‌گذارد که هویدا بی‌گناه بود و آن روزنامهٔ فرانسوی نیز ۲ بار حرفش را پس گرفت، این واقعه بر زندگی سیاسی هویدا سایه افکند، تا جایی که یکی از اتهاماتی که در دادگاه‌های اسلامی به او وارد کردند «قاچاق هروئین در فرانسه» بود.
هویدا در پاریس با عبدالله انتظام نیز آشنا شد. انتظام یکی از فراماسون‌های معروف ایران بود و هویدا نیز سال‌ها بعد به تشویق او فراماسون شد. زمانی که انتظام را به ریاست دفتر کنسولی ایران در اشتوتگارت آلمان گماشتند، او ترتیبی داد که هویدا نیز به آن کشور منتقل شود. هویدا بعد از ۳ سال خدمت در اشتوتگارت به ایران بازگشت. این زمان مصادف بود با نخست‌وزیری محمد مصدق و جنبش ملی شدن صنعت نفت. دو وزیر خارجهٔ مصدق در وزارت امور خارجه — باقر کاظمی و پس از او حسین فاطمی — بسیاری از پرسنل وزارت را اخراج کردند. فاطمی یکی از معروف‌ترین متهم‌کنندگان اعضای سفارت ایران در پاریس بود و احتمالاً اگر هویدا در ایران می‌ماند، توسط فاطمی از وزارتخانه اخراج می‌شد؛ در نتیجه، هویدا بیماری مادرش را بهانهٔ ترک ایران کرد و به خدمت سازمان ملل متحد درآمد. خروج از ایران در این زمان به هویدا این امکان را داد که مجبور نشود در منازعات سیاسی عهد مصدق طرف یکی از جناحین را بگیرد.
به هر روی، هویدا در ژنو مستقر شد. استخدام در سازمان ملل او به این امکان را داده بود که به‌عنوان کارمند آن نهاد، به کشورهای مختلفی، به‌خصوص در آفریقا، آسیا و آمریکای لاتین، سفر کند. هویدا در سال‌های کار برای سازمان ملل به‌طور پیاپی با منصور دیدار می‌کرد. منصور تا سال ۱۳۳۵ در سفارت ایران در واتیکان مشغول به کار شده بود و به‌طور مستمر به هویدا اصرار می‌کرد که به ایران بازگردد و در وزارت امور خارجه مشغول به کار شود. نهایتا هویدا پذیرفت؛ به‌عنوان اولین مأموریت در شغل جدید، او را به سفارت ایران در ترکیه منتقل کردند، جایی که علی منصور، پدر حسنعلی منصور، سفیر بود. دیری نپایید که سفارت علی منصور به اتمام رسید. هویدا از آذر تا دی ۱۳۳۶ کاردار موقت بود. سفیر جدید، سرلشکر حسن ارفع، فردی نظامی بود و در سفارت هم نظم نظامی طلب می‌کرد. هویدا تحت نظر او تجربهٔ دلچسبی در سفارتخانه نداشت و زمانی که عبدالله انتظام و فؤاد روحانی به او پیشنهاد شغلی در شرکت ملی نفت ایران دادند، از کارش در آنکارا استعفا داد و به تهران بازگشت.
حضور غیرمنتظره هویدا در مراتب بالای شرکت نفت، باعث بروز مخالفت‌هایی از جانب کارمندان شرکت شد. دیری نگذشت که او توانست خود را به عنوان مدیری لایق ثابت کند. هویدا همچنین نشریه‌ای به نام کاوش تأسیس کرد که در آن، مقالاتی از روشنفکران مطرح زمانه را به چاپ می‌رساند. او خود نیز در کاوش می‌نوشت؛ مقالات هویدا در این نشریه دربارهٔ موضوعات مختلفی بودند که بعدها به زندگی سیاسی‌اش شکل دادند. او اصرار داشت که ایران باید از این «چرخه عقب‌ماندگی» خارج شود و پیشنهاد کرد که متخصصانی تربیت شوند که جای غربی‌های حاضر در ایران را بگیرند. تا این زمان، منصور نیز به تهران بازگشته بود. هویدا و منصور با کمک یکدیگر کانون مترقی را تأسیس کردند. هویدا در یادداشتی برای نخستین گردهمایی‌های کانون، گفت که آنان باید با شاه وارد «همکاری مشروط» شوند که بر اساس آن، تحت بیرق محمدرضاشاه، ایران به هدف مدنظر که همان تبدیل‌شدن به کشوری مدرن بود، دست پیدا کند.
در آن سال‌های آغازین دهه ۱۹۶۰، رهبران آمریکا، به خصوص دوایت آیزنهاور، نگران‌هایی دربارهٔ ثبات ایران داشتند و شاه را برای انجام اصلاحات تحت فشار قرار دادند. یکی از این موارد، ورود نسل جدیدی از سیاستمداران به صحنه سیاست ایران بود؛ سیاستمدارانی که با شرایط جهان روز سازگارتر بودند، سایه گذشته بر ایشان سنگینی نمی‌کرد و بر حفظ ایران در بلوک غرب تأکید داشتند. هویدا و گروهش از همین دسته بودند. حتی رئیس هیئت سازمان سیا در تهران در گزارشی کانون مترقی را جایگزینی برای جبهه ملی دانسته بود. در پاییز ۱۳۴۲، شاه کانون مترقی را تأیید کرد و آنان در آذر نام خود را به حزب ایران نوین تغییر دادند. چند روز مانده به نوروز ۱۳۴۳، اسدالله علم از نخست‌وزیری استعفا داد و حسنعلی منصور مأمور تشکیل کابینه جدید شد؛ او هویدا را وزیر دارایی دولت خود کرد.
وزارت دارایی به فساد معروف بود. هویدا با آغاز دوره وزارتش، تلاش کرد آن را اصلاح کند و در این راه، تکنوکرات‌های جوان و متعهدی را با خود به آن وزارتخانه برد. در همین زمان بود که او برای اولین بار به‌طور خصوصی با محمدرضاشاه دیدار کرد و شاه در همان دیدار اول او را پسندید. هر دوی آن‌ها به زبان و فرهنگ فرانسه علاقه‌مند بودند و شاه همیشه از حمایت روشنفکران استقبال می‌کرد؛ او هویدا را روشنفکری یافت که اشتهایی سیری‌ناپذیر دربارهٔ کتاب‌ها و تفکرات جدید دارد. به علاوه، شاه مایل بود قدرت را هر چه بیشتر در دستان خودش متمرکز کند و هویدا می‌توانست در این مسیر به او یاری رساند. به نظر می‌رسد هویدا نیز دریافته بود که بعد از عهد مصدق، دیگر وزیری که بخواهد مستقل از سلطنت عمل کند از جانب شاه برتابیده نخواهد شد. مانند دوره کار در شرکت نفت، هویدا در وزارت دارایی نیز ساعت‌های طولانی را وقف کار می‌کرد. کامپیوتر در دوره او برای اولین بار در وزارتخانه مورد استفاده قرار گرفت. او به چند انحصار دولتی، به خصوص انحصار بر تجارت قند، پایان داد. همچنین هویدا پذیرفت روند تدوین بودجه دولت که تا پیش از این میان وزارتخانه و سازمان برنامه و بودجه تقسیم شده بود، زین پس به صورت متمرکز انجام شود.
پس از ترور منصور توسط گروه فداییان اسلام، وی توسط محمدرضاشاه پهلوی به عنوان نخست‌وزیر ایران منصوب شد و ۱۲ سال و ۶ ماه در این پست ماند. در سیاست خارجی مهم‌ترین تحولی که در اولین سال نخست‌وزیری هویدا روی داد نزدیکی ایران و شوروی و امضای قرارداد احداث ذوب‌آهن در اصفهان بین ایران و شوروی بود. در سال ۱۳۴۴ امیرعباس هویدا که در آن زمان رئیس دولت بود، استعفای خود را به محمدرضا پهلوی ابلاغ کرد و بار دیگر مأمور تشکیل دولت شد.

## علاقه به تولیدات ملی

نخست‌وزیر امیرعباس هویدا بیش‌تر کالاهای ایرانی را می‌پسندید و راننده نیز نداشت و با پیکان خود به سر کار می‌رفت.

تولید اولین خودرو پیکان در ایران در سال ۱۳۴۶ صورت گرفت. هویدا در خرداد همین سال یک دستگاه پیکان برای خود خریداری نمود. نخست‌وزیر وقت ایران در ساعت‌های غیر اداری سفرهای شهری‌اش را با پیکان انجام می‌داد که به گفته یکی از مجلات آن زمان این کار نخست‌وزیر باعث دلگرمی تولیدکنندگان پیکان شده بود چون یک مقام مسئول در کشور به جای اینکه سوار خودروهای خارجی شود از خودروی ایرانی استفاده می‌کند.

## پست‌ها
- کارمند دولت
- کارمند وزارت خارجه
- کاردار کنسولگری ایران در فرانسه - آلمان - هلند - بلژیک
- منشی دولت
- نخست‌وزیر
- وزیر دربار

## کابینه
هویدا در دوران نخست‌وزیری خود چهار بار کابینه عمومی خود را انتخاب کرد. اگرچه بنا به ضرورت‌ها و موارد پیش آمده اعضای کابینه تغییر کردند و هر بار در خصوص اعضای جدید از مجالس وقت رای اعتماد اخذ کرد.
دولت نخست از بهمن ۱۳۴۳ تا مهر ۱۳۴۶، دولت دوم از مهر ۱۳۴۶ تا شهریور ۱۳۵۰، دولت سوم از شهریور ۱۳۵۰ تا شهریور ۱۳۵۴ و دولت چهارم از شهریور ۱۳۵۴ تا مرداد ۱۳۵۶ برسر کار بود.

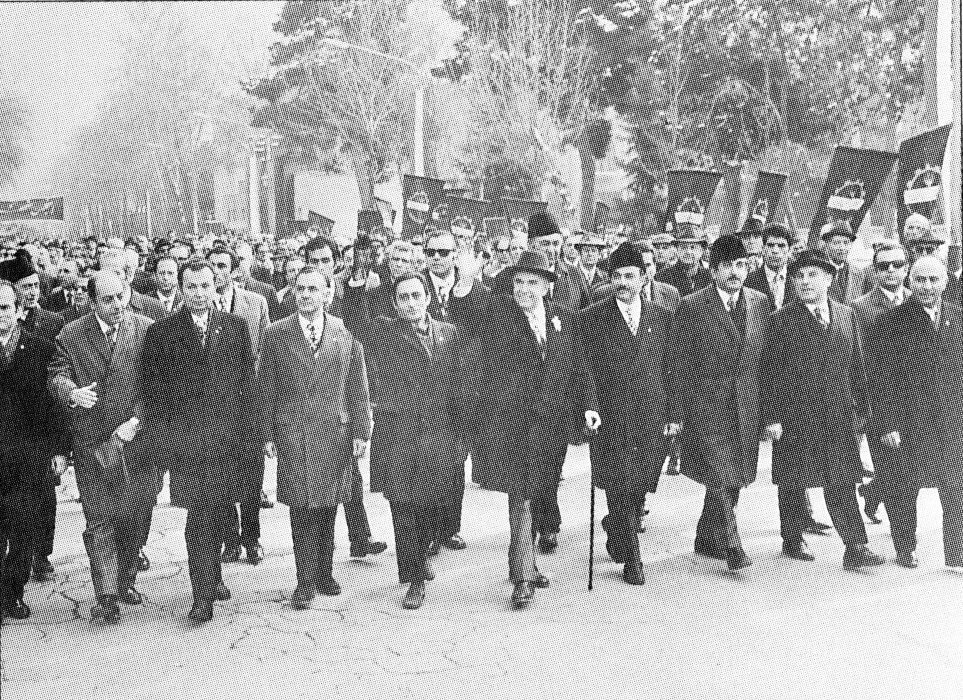
امیرعباس هویدا و کابینه‌اش. هویدا عصا در دست، هنگام دست تکان دادن

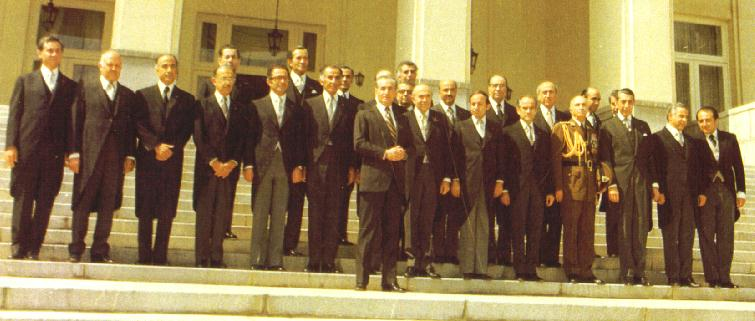
محمدرضا پهلوی واپسین پادشاه ایران به همراه امیرعباس هویدا و کابینه‌اش در سال ۱۳۵۳

## زندگیِ خصوصی

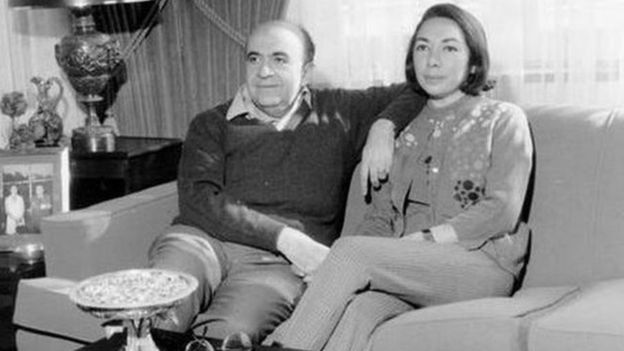
امیرعباس هویدا و همسرش لیلا امامی در خانه مادر هویدا

امیرعباس هویدا چندی پس از مرگ منصور با خواهرزن او لیلا امامی که نوهٔ دختری وثوق‌الدوله بود، ازدواج کرد ولی این ازدواج در اوج اقتدار وی به طلاق انجامید؛ ولی دوستی او و همسرش تا پایان عمر هویدا پابرجا بود.
در مجلس شورای ملی کریم بخش سعیدی عضو فراکسیون پارلمانی حزب مردم و نمایندهٔ مردم بلوچستان در اظهارات انتقادی دلیل طلاق هویدا با همسرش را عمل لواط می‌داند

## بازداشت در دوره پهلوی

هویدا در دادگاه انقلاب، در واپسین روز زندگانی‌اش. در کنار او، هادی غفاری هم دیده می‌شود.

هویدا پس از ۱۲ سال و ۶ ماه تصدی پست نخست‌وزیری، در ۱۶ مرداد ۱۳۵۶ از سمت نخست‌وزیری برکنار شد. پس از هویدا، جمشید آموزگار عهده‌دار مقام نخست‌وزیری شد. در کابینه جمشید آموزگار، هویدا به عنوان وزیر دربار منصوب شد. هجدهم شهریور ۱۳۵۷، یک روز پس از وقایع میدان ژاله تهران، هویدا از وزارت دربار استعفا کرد. در ۱۷ آبان ۱۳۵۷ خورشیدی، محمدرضا پهلوی چند نفر از مشاورانش را به جلسه‌ای احضار کرد. در این جلسه فرح پهلوی هم حضور داشت. مهدی پیراسته، جواد شهرستانی، هوشنگ نهاوندی، رضا قطبی، حسن پاکروان و علیقلی اردلان که تازه به وزارت دربار منصوب شده بود نیز در جلسه شرکت داشتند.
موضوع جلسه نوسازی تشکیلات بنیاد پهلوی و در ادامه فعالیت اقتصادی خاندان سلطنتی بود. در میانه جلسه به ناگاه شاه ناگهان دستور جلسه را تغییر داده و می‌گوید: مدتی است مشاورانش به خصوص فرماندهان ارتش خواستار بازداشت هویدا شده‌اند. آنگاه از حاضران می‌خواهد که در این‌باره بحث و رایزنی کنند. در گرماگرم صحبت، تلفن زنگ می‌زند و شاه گوشی را برمی‌دارد و برای چند لحظه سکوت می‌شود. محمدرضا پهلوی حرفی نمی‌زند و فقط گوش می‌دهد. سپس پاسخ می‌دهد: «اتفاقاً گروهی اینجا جمع‌اند و دربارهٔ همین موضوع صحبت می‌کنند.»
هوشنگ نهاوندی می‌گوید که ناصر مقدم، رئیس ساواک پشت خط تلفن بود. محمدرضا پهلوی پس از چند لحظه سکوت در حالی که لبخندی تلخ بر گوشه لبانش نشسته بود، دست روی دهانی تلفن گذاشته و می‌گوید: «او هم فکر می‌کند بازداشت هویدا از شام شب واجب‌تر است.» دقایقی بعد، محمدرضا پهلوی از مشاورانش می‌خواهد که هر یک در مورد پیشنهاد بازداشت هویدا نظر خود را اعلام کنند. نهاوندی می‌گوید که دیدگاه‌های مختلفی در جمع وجود داشت؛ از جمله علیقلی اردلان می‌گفت: «چطور می‌شود نخست‌وزیر ۱۳ سالهٔ اعلی‌حضرت را به زندان انداخت.»
با این همه رأی اکثریت، بازداشت هویدا بود. این روایت نشان می‌دهد که تصمیم بازداشت هویدا در جریان رأی‌گیری مشاوران محمدرضا پهلوی انجام شد، اما عباس میلانی بر اساس سندی به آن دست یافته نشان می‌دهد که محمدرضا پهلوی، از مدتی پیش تصمیم به بازداشت امیرعباس هویدا و نعمت‌الله نصیری رئیس پیشین ساواک گرفته بود. این سند، محتوای نامه‌ای است که اخیراً از آنتونی پارسونز سفیر وقت بریتانیا به دست آمده است. عباس میلانی می‌گوید: محمدرضا پهلوی تصمیم خودش را گرفته بود و جلسه‌ای که برای تصمیم‌گیری دربارهٔ وضعیت هویدا برگزار کرد، تنها یک صحنه‌سازی بود.
هویدا و نصیری، جزو ۱۳۲ دولتمرد پیشینی بودند که همزمان به دستور شاه بازداشت شدند. هویدا نمی‌دانست که بازداشتش تا پیروزی انقلاب ۱۳۵۷ ادامه خواهد داشت. با اعلام بی‌طرفی ارتش به دستور ارتشبد عباس قره‌باغی در ۲۲ بهمن ۱۳۵۷ خورشیدی، به نگهبانان زندان که همگی عضو ساواک بودند دستور داد هویدا را از زندان آزاد کنند و به هویدا هم توصیه کنند که فرار کند و برای کمک به هویدا، کلید یک اتومبیل و یک قبضه هفت‌تیر در اختیارش قرار دادند. هویدا توصیه قره باغی را نادیده گرفته و با دخترخاله‌اش خانم دکتر فرشته انشاء تماس گرفته و می‌گوید: می‌خواهد خود را تسلیم مقام‌های دولت جدید کند. فرشته انشاء نیز بنابر درخواست هویدا، با داریوش فروهر تماس می‌گیرد. سپس گروهی متشکل از یک روحانی، یک گارد مسلح و یک نماینده وزارت دادگستری و خانم فرشته انشاء، هویدا را از ویلای ساواک با یک آمبولانس به دفتر مرکزی جبهه‌ملی منتقل می‌کنند. فروهر به استقبال هویدا رفته و با او رفتاری محترمانه می‌کند. سپس هویدا را به مدرسه رفاه (محل اقامت روح‌الله خمینی) انتقال می‌دهند.

## محاکمه و مرگ

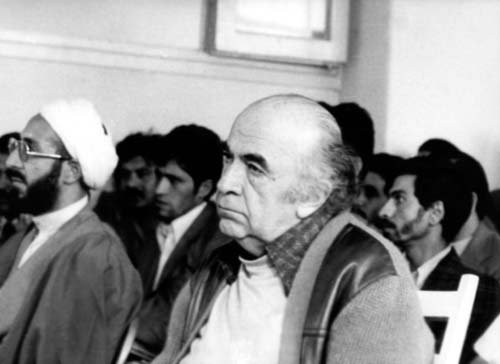
هویدا در دادگاه انقلاب. هادی غفاری در سمت چپ عکس به چشم می‌خورد.

هویدا تنها مقام بلندپایه رژیم پهلوی بود که به‌رغم داشتن امکان فرار، از ایران نگریخت و از طریق داریوش فروهر، خود را تسلیم دولت موقت مهدی بازرگان کرد. به گفته مسعود بهنود، او در ۲۲ بهمن ۱۳۵۷ پس از فرار نگهبان‌ها از زندان بیرون آمد و به خانهٔ محمود طالقانی تلفن زد و از آن طریق خود را تسلیم کرد. او سپس به دادگاه انقلاب تحویل داده شد و به روایتی با حکم صادق خلخالی قاضی دادگاه اعدام شد و با روایتی دیگر او قبل از اتمام دادگاه در وقت تنفس به قتل رسید. برادر او فریدون هویدا و بسیاری از سیاست‌مداران برجسته جهان تلاش بسیاری برای فرار، آزادی یا حداقل محاکمه آرام‌تر او در یک دادگاه دیگر نمودند، ولی هیچ نتیجه‌ای نداشت.
سیاستمدار علی‌اکبر ناطق نوری در خاطراتش نوشته است «زمانی که برای رسیدگی پرونده اقتصادی هویدا شروع به تحقیق کردیم تا اموال وی را مصادره کنیم، هرچه گشتیم و تلاش کردیم نتوانستیم چیزی پیدا کنیم زیرا هویدا مال و اموالی نداشت!!!»

## چگونگی مرگ

پیکر هویدا در سردخانه. جای گلوله بر روی گردنش، مشهود است.

عباس میلانی در دانشنامه ایرانیکا می‌نویسد که در جلسه دوم محاکمه هویدا، بعد از خواندن رأی هیئت منصفه توسط خلخالی، هنگامی که هویدا و مأموران در حال خروج به سمت حیاط بودند، یکی از همراهان هویدا با استفاده از کلت، دو گلوله به او شلیک کرد. مرگ هویدا می‌توانست دردناک و کند باشد. از اینرو هویدا از یکی از مأموران خواست تا کارش را یکسره کند؛ و آن مرد هم پذیرفت و سومین گلوله را در سر هویدا شلیک کرد. میلانی در کتاب ایرانیان نامدار با این تفاوت روایت را تکرار می‌کند: «برخی می‌گویند که خلخالی به هویدا تیراندازی کرد، درحالی که بقیه آخوندی به نام غفاری را گناه‌کار اعلام می‌کنند.»

متن دفاعیه هویدا در روزنامه اطلاعات

ابراهیم یزدی مرگ هویدا را این‌گونه روایت می‌کند: «زمانی که محاکمه مرحوم هویدا در زندان قصر شروع شد ومی خواست بگوید در دوران ۱۴ ساله زمامداری نخست‌وزیری شاه چه اتفاقاتی افتاد و خاطرات خود را بیان کند، پس از این که جلسه دادگاه تنفس داده می‌شود و هویدا به راهرو می‌آید، یکی از آقایان روحانی که آنجا بوده و من مایل نیستم اسم ببرم، در راهرو با هفت تیر کمری خود هویدا را می‌کشد و زمانی به خلخالی خبر می‌دهند که کار از کار گذشته بوده است. هویدا را می‌برند روی صندلی می‌نشانند و عکس می‌گیرند و حکم اعدامش را قرائت می‌کنند و سپس او را اعدام می‌کنند؛ ولی در واقع او را قبل از اعدام کشته بودند.»
اصغر رخ صفت، رئیس وقت زندان قصر در این باره می‌گوید: «در آن دوره آقای هادی غفاری بدون آنکه مسئولیتی داشته باشد، به زندان قصر رفت و آمد داشت؛ متهم می‌برد و می‌آورد. اسلحه می‌برد و می‌آورد. در روز دادگاه هویدا که او را به حیاط پشت زندان برده بودند و هادی غفاری با یک تیر هویدا را پیش از اعلان حکم کشته بود، یادم است وقتی صدای تیر در یک‌وقت غیر متناسب آمد، بسیار ترسیدم. وقتی سمت صدای تیر رفتم، فهمیدم آقای غفاری هویدا را کشته است!» به گفته ابوالفضل حکیمی، نماینده مردمی حاضر در دادگاه هویدا: «مدتی که گذشت، تنفس دادند و هویدا را از در پشتی دادگاه خارج کردند. من به دنبال ایشان رفتم. هویدا را از پله‌ها پایین برده بودند. آن بخش از ساختمان زندان قصر یک حیاط کوچک بود که در انتهایش دو اتاق شبیه سلول انفرادی وجود داشت. ناگهان از سمت سلول‌ها صدای گلوله آمد. لحظاتی بعد آقای خلخالی و آقای غفاری از آن اتاق خارج شدند. آقای غفاری یک کلت کمری در دست داشت و خلخالی با سرزنش به او می‌گفت: «دستت چرا می‌لرزید؟» فهمیدم هویدا را کشته‌اند.»
هادی غفاری در پاسخ به یک دانشجوی بسیجی دانشگاه شیراز گفت که هویدا را ترور نکرده است و این دروغ، اتهامی است که عباس میلانی مطرح کرده است. در ادامه می‌گوید: «اما برای من سؤال است ببینید جریان اصولگرایی به کجا رسیده است که شما به اعدام یک جنایتکار فاسد که ۱۳ سال خون مردم را در شیشه کرده بود اعتراض می‌کنید اما از اعدام یک سید مظلوم (میرحسین موسوی) دفاع می‌کنید؟». او در جای دیگر قتل هویدا را انکار کرد و عباس میلانی را فرد «کم‌شرف» خوانده که «هیچ اطلاعی از داخل کشور نداشته و صرفاً داستان‌سرایی کرده است».
عباس میلانی در کتاب «معمای هویدا» یا ابوالهول ایرانی چنین روایتی از چگونگی مرگ هویدا را بازگو می‌کند. به نقل از این کتاب:
به محض آنکه پای هویدا به حیاط رسید، یکی از کسانی که در پشت سرش می‌آمد هفت تیری به دست گرفت و گلوی هویدا را نشانه رفت و دو تیر خالی کرد (در ترجمه فارسی که در ایران به چاپ رسیده نام هادی غفاری حذف شده است). هویدا به زمین افتاد و خون از رگ گردنش فواره می‌زد… هویدا که می‌دانست زخمی مهلک برداشته به شخصی به نام «کریمی» که در صف همراهان خلخالی بود رو کرد و به تمنا خواست که جانش را بستاند. کریمی هم، ظاهراً از سر لطف، هفت تیر را به دست گرفت و تیر خلاصی بر جمجمهٔ هویدا زد.
فرشته انشاء می‌گوید که خودش جسد را دیده و جای دو گلوله بر گردن و یکی بر شقیقه وجود داشته است. همچنین یکی از پزشکان قانونی به وی گفته که گلوله‌ها از فاصله زیاد شلیک شده و در نتیجه این یک اعدام بوده است. ظاهراً یک نوار که گفته می‌شده ویدیویی از این اعدام محرمانه است و به وسیله روزنامه‌نگاری که اکنون ساکن فرانسه است گرفته شده است و دکتر انشا تلاش فراوانی کرده تا نسخه ای از آن را خریداری کند اما موفق نشد.
عباس امانت، در مورد دادگاه هویدا می‌نویسد که هویدا در برابر صف طولانی اتهامات خلخالی، از جمله خیانت و فساد و سرکوب، دفاع نسبتاً مفصلی انجام داد و ادعای بی‌گناهی کرد و گفت فقط یک سیاستمدار ساعی بوده و مسئولیت سرکوبگری پلیس امنیتی شاه (ساواک) با او نبوده است. دفاع هویدا حتی پاسخی موجز نیز از سوی قضات دریافت نکرد. دادگاه پس از چندین روز استماع - که از خلخالی بعید بود - حکم اعدام از ملاء عام را صادر می‌کند. می‌گویند پیش از رسیدن به جوخه اعدام، یک آخوند شرور به نام هادی غفاری، که بابت دهان هرزه‌گو و عشقش به اسلحه، معروف بوده است، از پشت به هویدا نزدیک شد و با روولور خود، دو تیر در سر و گردن او خالی کرد.
محسن رفیق‌دوست در یک مصاحبه تلویزیونی می‌گوید که قطعاً هادی غفاری، هویدا را کشته است، و حالا که گندش در آمده است، این کارش را انکار می‌کند.

## محل دفن هویدا
در مورد محل دفن امیرعباس هویدا، عباس میلانی در کتاب معمای هویدا چنین می‌نویسد:
دکتر گرمان (دکتر پزشکی قانونی) می‌گفت: دو راه حل پیشنهاد می‌کنم، می‌توانم جسد را بسوزانم … یا جسد را مدتی در سردخانه پزشکی قانونی، در جایی امن، حفظ کنم و وقتی آب‌ها از آسیاب افتاد، با شما (دکتر فرشته انشاء) تماس خواهم گرفت …
جسد هویدا به راستی سه ماه در سردخانه ماند … بعد از این مدت دکتر گرمان با خانوادهٔ انشاء تماس گرفت و از آن‌ها خواست که برای بردن جسد مراجعه کنند … خانوادهٔ انشاء مراسم کفن و دفن را به سرعت انجام دادند … چند ماه بعد بالاخره سنگی بر گور هویدا گذاشتند. تازه در آن زمان هم نام واقعی اش را بر سنگ ننوشتند و تنها به اشارهٔ غیر مستقیم به هویت کسی که آن جا در خاک خفته بسنده کرده‌اند فرشته انشاء استاد وقت دانشگاه تهران و از نزدیکان هویدا در گفتگویی که اسفند سال ۱۳۶۴ با پروژه تاریخ شفاهی ایران در دانشگاه هاروارد انجام داد بیان کرد پیکر هویدا سه ماه پس از مرگ، در بهشت‌زهرا در مقبره‌ای که نشانه‌ای دارد دفن شده است.
بر ادعای عبدالله عبدی در روز ۳۱ خرداد ۱۳۵۸ برابر با مبعث پیامبر اسلام هویدا در بهشت زهرا با نام حاج عباس وحداد فرزند حبیب‌الله و در شماره ردیف و قطعه، ۸۲-۴۹-۳۷ دفن شده و در سنگ قبر او تاریخ تدفین اول تیر ماه ۱۳۵۸ ذکر شده است.

## کتاب‌ها
هویدا چندین کتاب به زبان‌های فرانسوی و انگلیسی نوشت که بیش‌تر آن‌ها به فارسی برگردان شده‌اند. این برگردان‌ها عبارتند از:
- چهل و یکمین
- در سرزمین غریبه
- برف در صحرای سینا
- شب‌های فئودال
- سیف‌الاسلام
- اعراب چه می‌خواهند

## کاریکاتورهای هویدا

هویدا در نشریات

هویدا شخصیتی آرام داشت و به‌نرمی با منتقدان برخورد می‌کرد. شاید به همین دلیل همواره از سوی روزنامه‌نگاران هدف نقد قرار می‌گرفت. هویدا پای ثابت کاریکاتورهای نشریاتی همچون توفیق بود.

## نگارخانه

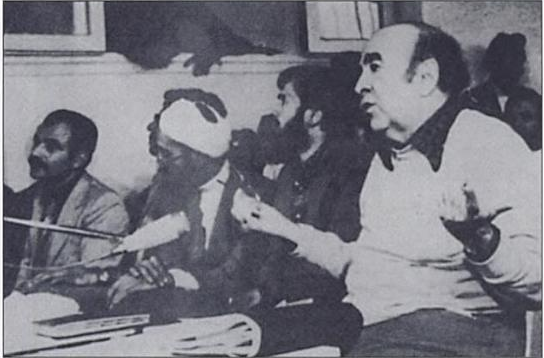
امیرعباس هویدا در دادگاهش، به گفته عباس میلانی، هادی غفاری هم در این جلسه شرکت داشته و در کنار او نشسته بود.
گزارش روزنامه اطلاعات از اجتناب مردم از دفن امیرعباس هویدا در بهشت زهرا
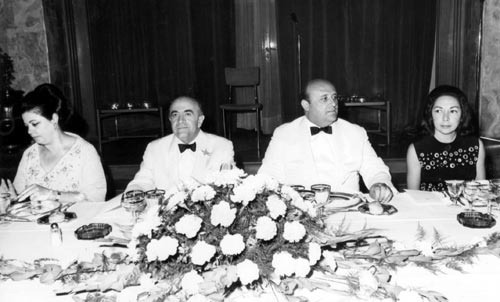
هویدا و همسرش لیلا امامی در ملاقات با سلیمان دمیرل نخست‌وزیر ترکیه و همسرش
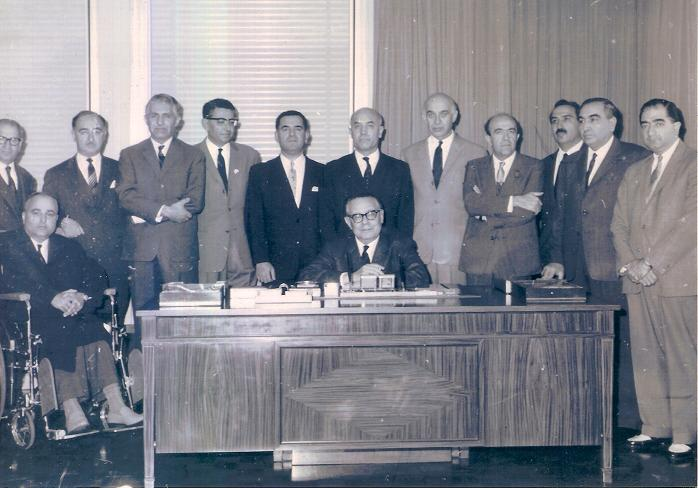
اعضای هیأت مدیره شرکت ملی نفت، هویدا نفر چهارم از راست.